# Clastoptera media
Clastoptera media är en insektsart som beskrevs av Doering 1929. Clastoptera media ingår i släktet Clastoptera och familjen Clastopteridae. Inga underarter finns listade i Catalogue of Life.